# Политово (Коми)
Политово — деревня в Удорском районе Республики Коми в составе сельского поселения Большая Пысса.

## География
Расположено на правом берегу реки Мезень на расстоянии примерно 69 км по прямой на север от районного центра села Кослан.

## История
Известна с 1861 года как деревня Политовская (Поляниново).

## Население
Постоянное население составляло 77 человек (коми 100 %) в 2002 году, 56 в 2010.